# Outremécourt
Outremécourt ist eine französische Gemeinde mit 78 Einwohnern (Stand: 1. Januar 2022) im Département Haute-Marne in der Region Grand Est (vor 2016 Champagne-Ardenne). Sie gehört zum Arrondissement Chaumont und zum Kanton Poissons. Die Einwohner werden Outremécourtois genannt.

## Geographie
Outremécourt liegt etwa 37 Kilometer ostnordöstlich von Chaumont. Umgeben wird Outremécourt von den Nachbargemeinden Sartes im Norden, Gendreville im Norden und Nordosten, Médonville im Osten, Soulaucourt-sur-Mouzon im Süden, Vaudrecourt im Südwesten, Bourmont-entre-Meuse-et-Mouzon im Südwesten und Westen sowie Sommerécourt im Westen.

## Bevölkerungsentwicklung
| Jahr                       | 1962 | 1968 | 1975 | 1982 | 1990 | 1999 | 2006 | 2011 | 2019 |
| -------------------------- | ---- | ---- | ---- | ---- | ---- | ---- | ---- | ---- | ---- |
| Einwohner                  | 138  | 131  | 124  | 124  | 113  | 102  | 92   | 92   | 84   |
| Quellen: Cassini und INSEE |      |      |      |      |      |      |      |      |      |

## Sehenswürdigkeiten
- Kirche Notre-Dame-en-sa-Nativité, 1698 bis 1700 erbaut
- gallorömische Brücke, seit 1932 Monument historique
- Reste der Befestigung von La Mothe-en-Bassigny, seit 1923/2001 Monument historique

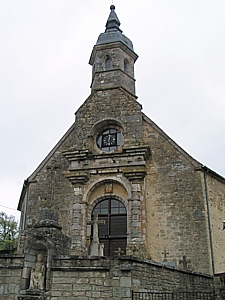
Kirche Notre-Dame-en-sa-Nativité